# Capnophylla
Capnophylla is een geslacht van vlinders van de familie Uraniavlinders (Uraniidae), uit de onderfamilie Epipleminae.

## Soorten
- C. albiceps Warren, 1906
- C. semibrunnea Dognin, 1908